# Noorse cyberdefensiemacht
De Noorse cyberdefensiemacht, Cyberforsvaret genoemd in het Noors, is het onderdeel van de Noorse strijdkrachten dat zich bezighoudt met militaire communicatie, de informaticasystemen van defensie, verdediging tegen cyberaanvallen vanuit het buitenland en de beveiliging van kritieke infrastructuur tegen dergelijke aanvallen. Binnenlandse cyberaanvallen vallen onder de bevoegdheid van de politie. De dienst telt zo'n 1200 man personeel verspreid over een zestigtal locaties, met de meesten op het hoofdkwartier in Jørstadmoen nabij Lillehammer en de grote militaire basis in Kolsås nabij de hoofdstad Oslo.
De cyberdefensiemacht werd in september 2012 opgericht als een aparte militaire afdeling. Voordien hadden de Noorse strijdkrachten een departement informatie-infrastructuur. In 2015 werd het budget voor cyberdefensie gehalveerd, om in de jaren daarop met 70% te worden teruggeschroefd, ondanks de toenemende dreiging van cyberaanvallen. Volgens chef-defensie Haakon Bruun-Hanssen was dat om de begroting op koers te houden. Het land investeerde toen meer dan honderd miljard kronen (~€ 11 miljard) in gevechtsvliegtuigen en marineschepen. Volgens de toenmalige commandant van cyberdefensie, generaal-majoor Odd Egil Pedersen, was informatietechnologie de "lijm die de verdediging bijeen houdt", en zou de effectiviteit van de andere investeringen door de besparing verminderen.